# Système tonal
Pour un article plus général, voir Tonalité.
 (juillet 2011).
Si vous disposez d'ouvrages ou d'articles de référence ou si vous connaissez des sites web de qualité traitant du thème abordé ici, merci de compléter l'article en donnant les références utiles à sa vérifiabilité et en les liant à la section « Notes et références ».
En musique, le système tonal est un ensemble de relations, entre des notes ou des accords, structurées autour d'une tonique. Le langage tonal se construit sur les gammes diatoniques majeure et mineure et en appliquant les règles de l'harmonie tonale.
Ce système musical occidental s'est progressivement mis en place à partir de la Renaissance ; il est utilisé dans la musique savante — de manière presque exclusive — du XVIIe siècle jusqu'à la fin du XIXe siècle. À partir du  XVIIIe siècle, il s'est inséré puis circonscrit dans la gamme tempérée (partage d'une octave en douze demi-tons égaux), qui a permis son essor et son extension. Il est aussi la base de musiques contemporaines comme la variété, le rock, la pop et le jazz, dont certaines développeront leurs règles spécifiques.

## Caractéristiques
Le système tonal est le résultat d'une lente évolution qui s'est opérée sur quelque six siècles — de l'époque carolingienne à la fin du Moyen Âge. Se formant au cours de la Renaissance, le système tonal a supplanté, à l'époque baroque, le système modal, dont il est à la fois un appauvrissement et un enrichissement : enrichissement harmonique, il correspond aussi à un net appauvrissement mélodique, puisqu'on passe de huit modes (et plus) à deux seulement, qui ont tendance à uniformiser la couleur des lignes mélodiques. Au cours du XVIe siècle, les deux systèmes ont plus ou moins coexisté, à l'intérieur d'une échelle non encore tempérée : la note sensible tendit à s'imposer dans les modes qui en étaient dépourvus, contribuant ainsi à la formation des gammes tonales. Par ailleurs, quoique abandonné par l'école classique de la seconde moitié du XVIIIe siècle, le système modal est encore largement utilisé jusqu'au XXIe siècle : depuis la fin du XIXe siècle (essor des écoles nationales en Europe), ce sont les systèmes modaux (issus des musiques traditionnelles) qui ont permis de ré-enrichir la tonalité.

### Degrés
Le système tonal repose sur la hiérarchisation des sept degrés de l'échelle diatonique, organisés autour du degré fondamental qu'est la tonique — « pôle d'attraction » des autres notes —, et de la dominante, cinquième degré de la gamme : la tonique et la dominante permettent d'établir un système dynamique, la dominante créant une tension, qui se résout sur la tonique, les autres degrés se rattachant à l'une ou à l'autre.
Parmi les sept degrés d'une gamme, trois sont considérés comme les « très bons degrés » (le premier, le quatrième et le cinquième), parce qu'ils remplissent les trois fonctions tonales : fonction de tonique (Ier degré), fonction de dominante (Ve degré) et fonction de sous-dominante (IVe degré). La sous-dominante élargit la tonique (cadence plagale) ou amène une cadence (cadence parfaite). Le deuxième degré est employé comme la sous-dominante (il a l'avantage d'être plus dynamique et d'évoluer plus facilement vers une dissonance), et le sixième degré permet une ambigüité conclusive, en même temps qu'une ouverture d'un mode majeur vers son relatif mineur (dans le même souci d'ambigüité). Seul le septième degré (la note sensible) reste fondamental mélodiquement, mais inusité harmoniquement. Ce degré est plutôt employé comme un cinquième degré (la dominante) auquel est ajoutée une septième mineure et soustraite sa fondamentale.

### Modes
Le mot mode définit la structuration d'une échelle musicale (gamme de fréquences), qui, dans les systèmes modal et tonal, est hiérarchisée. Dans un sens plus restreint, il se réfère au schéma d'intervalles constitutif de chacun des deux « modes », majeur et mineur, de la musique tonale. On n'emploie pas le mot, pour les structures non hiérarchisées (musique atonale en général). Il désigne plus largement toute organisation définie à partir de n'importe quel paramètre sonore, dans la musique moderne (modes rythmiques, modes d'intensités, de timbres…).
Au cours du XVIe siècle, les modes anciens médiévaux disparaissent progressivement : seuls subsisteront les modes majeur et mineur qui sont les héritiers des précédents. Cette suprématie ne sera remise en cause qu'à la fin du XIXe siècle, avec la réutilisation des modes anciens et l'introduction de nouvelles échelles issues des musiques traditionnelles européennes.
Le point commun entre ces deux modes, majeur et mineur, est l'apparition d'une note sensible (septième degré à distance d'un demi-ton de la tonique), qui permettra l'élaboration de la dynamique tonale (Cette dynamique repose, en effet, sur l'alternance « tonique-dominante-tonique », qui permet la résolution de la tension engendrée par la note sensible sur le degré de la tonique, mélodiquement; harmoniquement, cette résolution est construite sur  l'enchaînement "dominante-tonique").
La différence entre le mode majeur et le mode mineur repose précisément sur la position des tons et des demi-tons de l'échelle diatonique par rapport à la tonique. Plusieurs schémas d'intervalles s'imposent : 
1. Le mode majeur est formé de deux tétracordes contenant chacun, en montant, un ton, un ton, un demi-ton ;
2. Dans le mode mineur, un ton, un demi-ton, un ton forment le premier tétracorde ; le second tétracorde varie en fonction des gammes : 
  - un demi-ton, un ton, un ton pour la gamme mineure naturelle (ou mineure mélodique descendante),
  - un demi-ton, un ton et demi, un demi-ton pour la gamme mineure harmonique,
  - un ton, un ton, un demi-ton (tétracorde majeur) pour la gamme mineure mélodique ascendante.

Dans tous les cas, les deux tétracordes sont séparés par un ton.
On transpose ces schémas pour obtenir les différentes tonalités, à partir des modèles initiaux de do majeur (notes naturelles) et la mineur (seule la sensible est altérée). On distinguera tout de même les modes mélodiques (deux possibilités pour le mode mineur) et les stricts modes harmoniques. À l'écoute, le mode majeur apparaît franc et lumineux, le mode mineur restant beaucoup plus en demi-teinte, avec une pointe de nostalgie. Cependant, depuis l'époque romantique, certains compositeurs en font une utilisation inverse.
|                                 |                                 | premier tétracorde | premier tétracorde | premier tétracorde | premier tétracorde | premier tétracorde | premier tétracorde | premier tétracorde |   | second tétracorde | second tétracorde | second tétracorde | second tétracorde | second tétracorde | second tétracorde | second tétracorde |
| Degré de l’échelle heptatonique | Degré de l’échelle heptatonique | I                  | ‿                  | II                 | ‿                  | III                | ‿                  | IV                 | ‿ | V                 | ‿                 | VI                | ‿                 | VII               | ‿                 | I                 |
| Intervalles                     | Mode majeur                     |                    | 1                  |                    | 1                  |                    | 1⁄2                |                    | 1 |                   | 1                 |                   | 1                 |                   | 1⁄2               |                   |
| Intervalles                     | Mode mineur harmonique          |                    | 1                  |                    | 1⁄2                |                    | 1                  |                    | 1 |                   | 1⁄2               |                   | 3⁄2               |                   | 1⁄2               |                   |
| Intervalles                     | Mode mineur naturel             |                    | 1                  |                    | 1⁄2                |                    | 1                  |                    | 1 |                   | 1⁄2               |                   | 1                 |                   | 1                 |                   |
| Intervalles                     | Mode mineur mélodique ascendant |                    | 1                  |                    | 1⁄2                |                    | 1                  |                    | 1 |                   | 1                 |                   | 1                 |                   | 1⁄2               |                   |

En musicologie, le mot mode désigne uniquement la composition d'une échelle, quelle qu'elle soit. Du fait de la structure hiérarchique des échelles modales et tonales, le mot mode tend à se référer à une échelle hiérarchisée. En ce sens, les échelles atonales ne correspondent pas à des modes.
Dans un sens plus restreint, le mot mode se réfère à la constitution des deux échelles tonales possibles, majeure et mineure. Ce cadre utilise le terme de tonalité qui se caractérise par deux paramètres :
1. Le ton, c’est-à-dire la note sur laquelle s'établit la tonique de l'échelle considérée ;
2. Le mode, c’est-à-dire le système de séquence d’intervalles, majeur ou mineur, appliqué à ce ton.

Les deux échelles de référence du système majeur/mineur sont le Do majeur et La mineur, elles ne demandent d’appliquer aucune altération sur les notes usuelles pour obtenir la séquence d’intervalles souhaitée.
Enfin certains compositeurs, comme Olivier Messiaen, ont élargi la notion de mode aux rythmes (éléments constitutifs des échelles rythmiques), aux intensités (gammes d'intensités), aux timbres, et à tous les paramètres du son musical.

### Mouvement privilégié de quinte juste descendante
La quinte juste est à la racine des musiques traditionnelles du monde entier, même de transmission orale ; en Europe aussi, la quinte juste accompagne les chants populaires (par exemple, en "bourdon" tenu). C'est donc cet élément ancestral et populaire que l'on retrouve, à la racine du système savant.
Parmi les mouvements mélodiques les plus utilisés dans la musique tonale, l'intervalle de quinte juste occupe une place privilégiée — cf. cycle des quintes. C'est un intervalle à la fois structurel (ordre des gammes), harmonique (présent par exemple dans le mouvement de basse de la tonique à la dominante, ou dans l'accord parfait) et mélodique (de nombreux chants ou phrasés musicaux vocaux tournent autour de la quinte ou s'élaborent en ambitus de quinte).
Harmoniquement, ce mouvement régit fréquemment la basse. L'enchaînement des trois bons degrés (V - I - IV) produit deux fois cet intervalle. Par ailleurs, l'enchaînement de l'accord de septième de dominante et de l'accord parfait de tonique — archétype du système tonal, appelé cadence parfaite — est également construit sur un mouvement harmonique de quinte juste à la basse (et un mouvement mélodique de seconde mineure ascendante, la "note sensible" se résolvant sur la tonique) à la partie supérieure (mélodique)  .

### Mécanisme de tension et de détente
Presque toute la musique tonale est construite sur une alternance de moments de tension (autour de la région de la dominante) et de moments de détente (retour à la tonique).
D'autre part, la dissonance (intervalles de seconde ou de septième, par exemple), réalisée selon certaines règles, est ressentie comme une tension nécessitant une détente — cette dernière consistera en une résolution sur la consonance de base la plus proche, à la suite d'un mouvement mélodique d'attraction. Pour plus d'informations sur les enchaînements d'intervalles harmoniques, sur les dissonances, les consonances, etc., consulter l'article Mouvement harmonique.
La sensible, VIIe degré des modes majeur et mineur, par son attraction vers la tonique située au demi-ton diatonique supérieur, participe également de ce mécanisme, et constitue donc l'un des deux éléments de la relation d'attraction fondamentale du système tonal .
Enfin, concernant l'intervalle de quinte employé à la basse harmonique, à partir de la tonique, on peut dire que la quinte juste ascendante — ou son renversement, la quarte juste descendante — est du côté de la tension, tandis que la quinte juste descendante — ou son renversement, la quarte juste ascendante — est du côté de la détente (ces intervalles représentent le trajet de la dominante à la tonique, et son inverse).

### Procédé d'écriture
Jusqu'à la Renaissance, le procédé d'écriture — appelé contrepoint — consiste en une superposition de mélodies. À une mélodie ("teneur" en valeurs longues, placée à la basse, à l'époque), on adjoint des "contrechants" (mélodies complémentaires) qui se rejoignent en fin de strophe ou de phrase; ensuite, l'évolution majeure sera le passage de la mélodie au soprano, les contrechants étant alors écrits au-dessous. Cela permettra l'émergence progressive du procédé d'écriture tonale — appelé faussement "monodie", c'est-à-dire "mélodie accompagnée", dès l'opéra baroque, ou mélodie accompagnée d'accords à  partir de la période classique  — qui remplace par des enchaînements harmoniques la polymélodie de la Renaissance. Dans une "harmonisation" tonale, le compositeur  privilégie une mélodie particulière, généralement confiée à la partie supérieure, soutenue par la partie basse — chargée de jouer les fondamentales et de remplir  les fonctions tonales — tandis que les parties intermédiaires remplissent la mission, plus modeste, de complément harmonique (ce qui n'empêche pas les compositeurs de toutes les périodes, "Classique" incluse - Mozart, Haydn, d'écrire de sublimes contrechants dans les parties intermédiaires, restant aussi sensibles (et formés) au contrepoint qu'à l'harmonie.

### Dimension harmonique du système tonal
Dans la dimension polyphonique d'une œuvre, on distinguera la polymélodie, qui relève du contrepoint, et les accords, que régissent les règles d'enchaînement de l'harmonie. De fait, tous les compositeurs ont une double conscience, à la fois horizontale (jeu des contrechants) et plus strictement verticale (rapports de simultanéité).
Le mot polymélodie — que l'on abrège malencontreusement en polyphonie, est habituellement associé au système modal. On parle alors, plus précisément, de « contrechants » issus d'un son procédé de composition, le contrepoint — du XIIe siècle au XVIe siècle.
C'est au contraire le mot harmonie qui est généralement associé au système tonal. On parle alors, plus précisément, d'« harmonie tonale » ou  encore, d'« harmonie classique », technique d'écriture qui complète le contrepoint au cours du XVIe siècle, et qui se perpétue jusqu'au début du  XXe siècle. La principale caractéristique de l'harmonie classique par rapport à la polyphonie, est de faire de l'accord une entité autonome avec une fonctionnalité spécifique.

### Système tonal et tempérament
Au XVIIIe siècle, influencés par les découvertes dans le domaine de la physique, les musiciens cherchent à unifier les échelles musicales. Cette unification, rendue possible par le tempérament des instruments, et produisant une échelle unique — la gamme tempérée — est indissociable du système tonal. En 1722, Rameau, dans son Traité de l’harmonie réduite à ses principes naturels, et Bach, dans Le clavier bien tempéré, donnent, l’un la méthode, l’autre la mise en pratique, du système tempéré qui installe la tonalité, nouvelle logique dans la construction musicale.

## Évolution auXXesiècle
Parvenus aux confins de l’exploration harmonique et stylistique de la musique romantique, les compositeurs du début du XXe siècle essayent de se délier du système tonal, et de purifier l’écoute de la musique de ses éternels couplages entre tensions et détentes, que la tonalité lui a inculquées. L’« extra-tonalité » s’emploie à explorer, parfois en les combinant, tantôt la modalité — Debussy, Moussorgsky, etc. —, tantôt l’espace harmonique dans son entier — dodécaphonisme —, tantôt l’espace rythmique — Stravinsky… La musique dodécaphonique — œuvres d'Arnold Schönberg, Alban Berg, ou Anton Webern —, utilise des échelles de douze sons, dont aucun degré n'a plus d'importance que les autres. Elle ouvre la voie à l'atonalité.
Depuis la fin du XIXe siècle, le compositeur cherche, crée, bouleverse, tonalités, modes, harmonie, formes, instruments… Il essaie tout, utilise tout, même les éléments d'un lointain passé venus jusqu'à lui. Le XXe siècle est l'époque des combinaisons les plus inattendues, le règne de l'audace, de la nouveauté, du paradoxe.
Dans un tel contexte, on assiste à une contestation générale du système et des règles d'école : l'échelle diatonique et le système tonal, le principe de la résolution de la dissonance, la mesure et la régularité métrique, etc.

### Héritage du passé
Le compositeur dispose de l'apport classique — le système tonal avec ses modes majeur et mineur —, mais il exhume le mode mineur naturel, ainsi que les modes anciens, utilise certaines échelles appartenant à d'autres civilisations — gamme tzigane, gamme arabe, etc. —, ou encore, les modes défectifs, c'est-à-dire, possédant moins de sept degrés — telle que la gamme pentatonique, parfois appelée gamme chinoise.
Ces diverses échelles — ou gammes — peuvent être transposées dans n'importe quelle échelle diatonique grâce à l'armure, ou armature, terme moins usité.

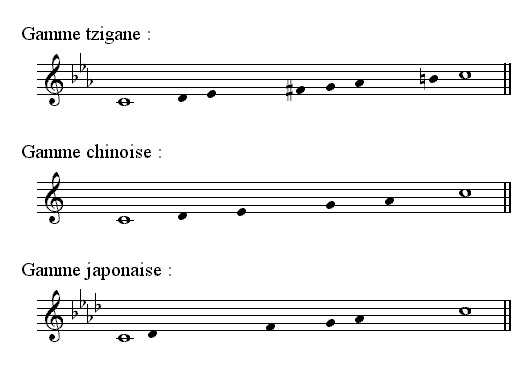
Gammes tzigane, chinoise et japonaise

### Nouvelles échelles
La gamme habituelle, la gamme classique, est à la fois heptatonique et diatonique, ce qui signifie que, d'une part, cette gamme est composée de sept degrés et que, d'autre part, elle est toujours constituée, quel que soit le mode, de tons et de demi-tons diatoniques.
Au début du XXe siècle, les compositeurs ont imaginé deux nouvelles gammes dérivées de l'échelle diatonique classique, mais exclusivement formées, l'une, de demi-tons — la gamme chromatique, que nous avons déjà rencontrée —, l'autre, de tons — la « gamme par tons ». Ces deux gammes sont donc utilisées de façon atonale, c'est-à-dire sans référence au système tonal.

#### Gamme chromatique
La gamme chromatique était connue des compositeurs classiques — Monteverdi, Bach, Mozart, etc. —, mais seulement dans le contexte du système tonal.
Or, dès le début du XXe siècle, certains compositeurs modernes utilisent les 12 sons de l'échelle chromatique hors du système tonal : ces 12 sons, traités de façon équivalente, peuvent aussi être employés dans un ordre préétabli — appelé série —, sans tonique, sans dominante, sans aucune fonction tonale, etc. Ce système créé de toutes pièces par des compositeurs tels que Schönberg, Berg et Webern, s'appelle le dodécaphonisme et, dans le second cas, musique sérielle. Dans le strict système dodécaphonique, les douze demi-tons ne sont pas hiérarchisés ; dans une œuvre sérielle, c'est la série qui recrée une fonctionnalité dans l'œuvre.
Le dodécaphonisme impliquant le tempérament égal, est par là tributaire de l'écriture traditionnelle — appellation des sept notes, appellation des intervalles, pour ne rien dire de la mesure et des instruments… C'est, d'ailleurs, malgré quelques recherches en quarts de tons, ce qui le limite.

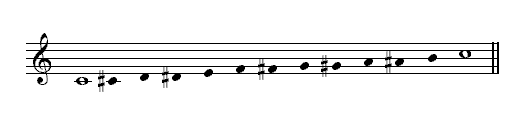
Exemple de gamme chromatique

#### Gamme par tons
La gamme par tons — parfois improprement appelée gamme chinoise —, est une gamme hexatonique dont les six degrés sont séparés par des tons : elle a été très utilisée par Debussy.

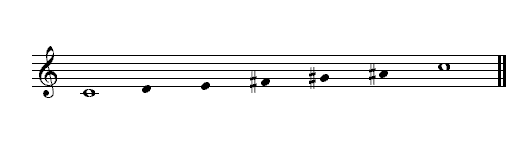
Exemple de gamme par tons.

### Vers l'atonalité et la musique concrète
Tout au long du XXe siècle, de nombreux compositeurs démontent méthodiquement et progressivement les différentes pièces de la musique traditionnelle et du système tonal, et s'acheminent vers de nouveaux systèmes.
Voici les principales étapes de ce mouvement : 
- polytonalité : procédé associant harmoniquement et mélodiquement des éléments appartenant à des tonalités différentes : tout d'abord deux — bi-tonalité —, puis davantage, jusqu'à aboutir à la musique atonale, dont la musique sérielle est un exemple notoire ;
- utilisation d'échelles formées d'intervalles inférieurs au ton : nouvelles échelles, désormais totalement indépendantes de l'échelle diatonique traditionnelle : échelles au tiers de ton, au quart de ton (ou autres micro-intervalles), etc. ;
- musique aléatoire : système privilégiant l'imprévu au détriment du prévu — musique à faire, depuis une partition —, en prenant en compte le paramètre du hasard ;
- musique concrète : système basé sur le collage et le traitement de sons enregistrés sur bande ;
- abandon des instruments classiques — jugés trop dépendants des conceptions traditionnelles — et utilisation directe des sons artificiels produits par des instruments électroniques ou électro-acoustiques.

Le système de notation traditionnel — le solfège — qui depuis le XIIe siècle environ, était le seul et unique moyen de conserver une trace, même imparfaite, du geste musical, va sérieusement être concurrencé par l'invention — dès la fin du XIXe siècle — et surtout la banalisation, au cours de la deuxième moitié du XXe siècle, des divers procédés d'enregistrement et de diffusion sonore : disques, magnétophones, ordinateurs et synthétiseurs.
Par ailleurs, le système de notation traditionnel est inadapté à la plupart des musiques nouvelles. Chaque musique nouvelle suppose son propre système de notation, ses propres règles de codification, « son propre solfège ».
Cependant, et paradoxalement, un siècle après les premières œuvres sérielles, la très grande majorité de la musique consommée dans le monde occidental reste tributaire du système tonal — musique populaire, musique industrielle, et même, tout un pan de la musique savante. « De gré ou de force, nous baignons tous dans la tonalité. »